# Бунчуковый товарищ
Бунчуко́вый това́рищ — почётное звание, которым украинские гетманы сначала награждали сыновей генеральной старшины и полковников, а позже, с середины XVII века, звание бунчуковый товарищ стали получать в отставке чины полковой старшины и полковников. Это звание оставалось почётным до отмены малороссийских чинов, а затем за потомками бунчуковых товарищей признано право на русское потомственное дворянство.

## История
Обязанность бунчукового товарища заключалась в том, что он сопровождал гетманов в походах, находясь «под бунчуком» (отсюда и название) в непосредственном ведении генеральных бунчучных. Бунчук — знак гетманской власти, достоинства гетманов. Заимствован из Турции.
Звание бунчукового товарища освобождало лиц, его носивших, от местного суда и подчиняло их непосредственно суду гетмана. Служили они без жалования, находились на собственном содержании, не имели определённой должности.
О начале бунчукового товарищества сохранилось сведение в одном универсале гетмана Самойловича, который, принимая под бунчук отставного полковника Прокопия Левенца и сына его Ивана, говорит, что уже и при его предшественниках водилось, что заслуженные в Войске особы принимались под покровительство гетманской власти и в военных походах хаживали под бунчуком гетманским.
Мазепа ценил звание «бунчукового товарища» и награждал им довольно редко. Однако преемник его, И. И. Скоропадский, более щедро раздавал это звание и число бунчуковых товарищей в Войске достигло при нём почти ста человек. Образовалась заметная группа людей, не имевших определённых обязанностей, однако пользовавшихся особыми привилегиями. После того, как Пётр I арестовал гетмана Павла Полуботка, он выслал из Украины всех бунчуковых товарищей, для чего был задуман т. н. Супацкий поход. С назначенным в этот поход отрядом малороссийских казаков должны были идти почти все тогдашние бунчуковые товарищи. В Супак было выслано более 50 бунчуковых товарищей. Наглядное изображение старшинской группы в Малороссии дано в «Дневнике» одного из бунчуковых товарищей Якова Марковича (изд. в 1858).
При преемниках Мазепы, в отсутствие полковников, бунчуковые товарищи командовали полками, председательствовали в полковых канцеляриях, присутствовали, по гражданским делам, в генеральном суде и в особых комиссиях. Число их не превышало ста человек, а впоследствии умножилось.